# São José do Rio Preto (stad)
São José do Rio Preto (IPA: [sɐ̃w̃ ʒuˈzɛ du ˈʁi.u pʁetu]) is een gemeente en de op tien na grootste stad in de staat São Paulo, en de grootste stad van de regio in het noordwesten van de staat. Het werd op 19 maart 1852 opgericht.
De stad heeft 480.393 inwoners (2022) en is een commercieel centrum voor de regio (mesoregio van de São José do Rio Preto). De economie is hoofdzakelijk gebaseerd op de handel, industrie en landbouw.
Het klimaat is warm, met temperaturen variërend van 33°C (91°F) in de zomer en 12°C (53°F) in de winter.
De HDI van de stad is 0,797 hoog, en is gelegen op een afstand van 450 km van de hoofdstad van de São Paulo.

## Aangrenzende gemeenten
De gemeente grenst aan Bady Bassitt, Cedral, Guapiaçu, Ipiguá, Mirassol en Onda Verde.

## Verkeer en vervoer
De stad ligt aan de wegen BR-153, BR-265, BR-456/SP-310, SP-425 en SP-427.

## Sport
De stad heeft twee voetbalclubs: América en Rio Preto. América speelde 44 seizoenen in de hoogste klasse van de staatscompetitie, waarvan de laatste keer in 2007. De club speelde ook op nationaal niveau en speelde twee seizoenen in Série A, zes seizoenen in de Série B en zeven seizoenen in de Série C, waarvan 2007 de laatste keer was. De club speelde ook meer dan 20 seizoenen in de Série A2, de tweede klasse van de staatscompetitie en degradeerde daar in 2012. Rio Preto is de kleine broer van América en kon slechts twee seizoenen in de hoogste klasse van de staatscompetitie aantreden, maar is met meer dan 50 seizoenen in de Série A2 wel koploper van de staat. In 2017 degradeerde de club daar echter ook. 

## Geboren
- Paulo Moura (1932-2010), klarinettist en saxofonist
- Cléber Eduardo Arado (Cléber) (1972-2021), voetballer
- Carol Gattaz (1981), volleyballer
- Alcides Araújo Alves (1985), voetballer
- Luan Guilherme de Jesus Vieira (Luan) (1993), voetballer